# Хунчжи
Чжу Ютан (кит. 朱祐樘; 30 июля 1470 — 8 июня 1505) — девятый император Китая с 1487 по 1505 из династии Мин. Правил под девизом Хунчжи (кит. 弘治, Hóngzhì «Великодушное правление»), храмовое посмертное имя — Сяо-цзун (孝宗).

## Биография
Родился 30 июля 1470 года. Его матерью была представительница племени яо (в дальнейшем стала императрицей Му). До 1475 года его скрывали из-за того, что главная императрица Ван пыталась уничтожить сыновей Чжу Цзяньшэня. Но в 1475 году 5-летний Чжу Ютан был представлен своему отцу и объявлен наследником престола. Получил прекрасное конфуцианское образование.

В сентябре 1487 года после смерти своего отца Чжу Цзяньшэня 17-летний Чжу Ютан занял императорский престол под именем Хунчжи. Чжу Ютан тщательно следил за всеми государственными делами, снижением налогов и сокращением государственных расходов.
Чжу Ютан изгнал с руководящих постов и императорского дворца фаворитов своего отца. Более тысячи бывших сановников было отправлено в ссылку. На руководящие должности были выдвинуты новые люди, в основном конфуцианцы из академии Ханьлинь. При нём была прекращена практика раздачи многочисленным императорских родственникам и высшим сановникам земельных угодий вместе с крестьянами, что их обрабатывали, а также уменьшена тяжесть трудовой, или отработочной повинности населения, которая практиковалась в стране. Стало отпускаться больше средств на помощь районам, пострадавшим от засух и наводнений. Было также предписано сократить количество средств, отпускаемых на повседневную жизнь императорского двора.
Эффективная борьба с коррупцией способствовала улучшению управления, повышению качества работы судебной системы (указы по рассмотрению уголовных дел в 1500 и 1502 годах). Для улучшения ситуации с частыми наводнениями на Хуанхэ было направлено 120 тысяч человек на строительство системы каналов и плотин на этой реке. В итоге Хуанхэ было переведена в новое русло, которое существовало до XIX века. Это в свою очередь способствовало торговле и земледелию. Население с 1488 по 1504 год увеличилось на 10 млн человек.
Однако вскоре император Чжу Ютан попал под влияние дворцового евнуха Ли Гуяна, который приобщил его к мистическим занятиям, отвлекая от реальных дел. В политические дела стала вмешиваться императрица Чэнь.
8 июня 1505 года 34-летний Чжу Ютан скончался, ему наследовал старший сын Чжу Хоучжао.
В отличие от отца Чжу Ютан (Хунчжи) имел двух сыновей (один умер в младенчестве) и одну дочь.